# Joseph Otterbeen
Joseph Otterbeen, född 5 oktober 1898, död 20 maj 1978, var en friidrottare från Belgien. Han deltog vid olympiska sommarspelen 1920.